# With Arms Wide Open
With Arms Wide Open is een nummer van de Amerikaanse postgrungeband Creed uit 2000. Het is de derde single van hun tweede studioalbum Human Clay.
"With Arms Wide Open" is een rockballad die in een aantal landen een hit werd. In de Amerikaanse Billboard Hot 100 wist het zelfs de nummer 1-positie te bereiken. In Nederland bleef het nummer echter steken op een 12e positie in de Tipparade.

## NPO Radio 2 Top 2000
| Nummer met noteringen in de NPO Radio 2 Top 2000 | '20  | '21  | '22  | '23  | '24  |
| ------------------------------------------------ | ---- | ---- | ---- | ---- | ---- |
| With Arms Wide Open                              | 1786 | 1544 | 1595 | 1718 | 1725 |

1. ↑  Een vetgedrukt getal geeft de hoogste notering aan.
2. ↑  2020 was het eerste jaar met een notering voor dit nummer.